# Józef Przybyła
Józef Ignacy Przybyła (ur. 29 stycznia 1945 w Bystrej, zm. 21 marca 2009 w Buczkowicach) – polski skoczek narciarski, reprezentant Polski, dwukrotny olimpijczyk. Sześciokrotny mistrz Polski, jedenastokrotny medalista mistrzostw Polski. Były rekordzista kraju w długości skoku. Reprezentant klubu LKS Klimczok Bystra, a w czasie służby wojskowej – WKS Zakopane.
Mąż Marii z domu Bigos, ojciec Natalii (ur. 1966), Wacława (ur. 1971) i Sebastiana (ur. 1975). Jego zięciem był Janusz Malik, skoczek, reprezentant Polski, olimpijczyk, a wnukiem Fabian Malik, także były skoczek.
Przybyła skakał początkowo na nartach Kästla, a potem na enerdowskich Poppach. Buty robiono w Krośnie. Polacy skakali wówczas w fińskich swetrach i spodniach z polskiego elastiku.

## Przebieg kariery
Ojciec Józefa Przybyły, Antoni, pochodził z Brennej, gdzie przed wybuchem II wojny światowej istniały dwie skocznie narciarskie, i gdzie w okresie przedwojennym jeździł na nartach. Poślubił potem Karolinę Halamę. Starszy brat Józefa, Władysław, skakał na nartach i nauczył brata jeździć i skakać, łącząc te dyscypliny z konkurencjami alpejskimi. W Bystrej, gdzie Przybyła się wychowywał, w połowie lat 50. powstał klub narciarski, wybudowano także skocznię na tzw. Kozoku. Pierwszy skok oddał w 1956, w wieku 11 lat, na drewnianych jesionowych deskach. Jego pierwszym trenerem był Stefan Nikiel. W młodzieżowych mistrzostwach Polski w konkurencjach klasycznych, które odbywały się w Zakopanem w dniach 16–20 lutego 1961, był 5. w grupie młodzików. W 1962 należał już do czołówki klubowych skoczków i jako widz, oglądał mistrzostwa świata w Zakopanem.

### 1962/1963
W 1963 po treningach seniorów na Wielkiej Krokwi, razem z Wirgiliuszem Hulą i Janicą, oddał swoje dwa pierwsze skoki na tym obiekcie. Osiągnął odległości 86 m i 99 m. Trener Mieczysław Kozdruń włączył go do kadry narodowej, w której znajdowali się wówczas m.in. Władysław Tajner, Antoni Łaciak, Antoni Wieczorek i Piotr Wala. Przybyła, jako junior, został zgłoszony do oficjalnego konkursu z seniorami. Wygrał go, skacząc 97 m i 98 m. Kozdruń stale pracował nad stylem skoków swoich zawodników, zwłaszcza nad równym prowadzeniem nart i poprawnym lądowaniem. Ważnym elementem treningu były też ćwiczenia akrobatyczne na sali, które prowadził mgr Świętek.
11 marca wziął udział w Memoriale Bronisława Czecha i Heleny Marusarzówny. Faworytem zawodów, które odbywały się w trzech seriach, był Niemiec z NRD Helmut Recknagel. Pod skocznią zebrało się kilkadziesiąt tysięcy widzów. Recknagel w pierwszej serii uzyskał rezultat 91,5 m. Przybyła skoczył 90,5 m. W drugiej serii lądowali odpowiednio na 87 m i 86,5 m. W ostatniej serii Niemiec skoczył 90 m, Polak metr dalej. Recknagel wygrał ten konkurs z notą 231,2 pkt., Przybyła stracił doń 3,2 pkt.

### 1963/1964
Po raz pierwszy wziął udział w Turnieju Czterech Skoczni. W zawodach w Oberstdorfie uplasował się na 6. lokacie. W Garmisch-Partenkirchen był 3. W Innsbrucku, w pierwszej serii, wylądował na 95,5 m, ustanawiając nowy rekord Bergisel. W drugim skoku osiągnął odległość 86 m i ponownie zajął 3. pozycję. Po trzech konkursach TCS zajmował drugie miejsce w klasyfikacji generalnej. Do Fina Veikko Kankkonena tracił 1,5 punktu. W Bischofshofen skoczył 100 m i objął prowadzenie w klasyfikacji Turnieju. Dostał wtedy na zeskoku specjalną odznakę „stumetrowca”, gdyż jako pierwszy w historii skoczył na tym obiekcie sto metrów. Drugi skok, na 90 m, zakończył upadkiem.

Nie wiem co się stało. Padłem jak skoszony. Prawdopodobnie najechałem na kamień lub jakąś przeszkodę, gdyż śnieg na skocznię w Bischofshofen był przywożony ciężarówkami z gór. Sędziowie za upadek odjęli mi 30 punktów.

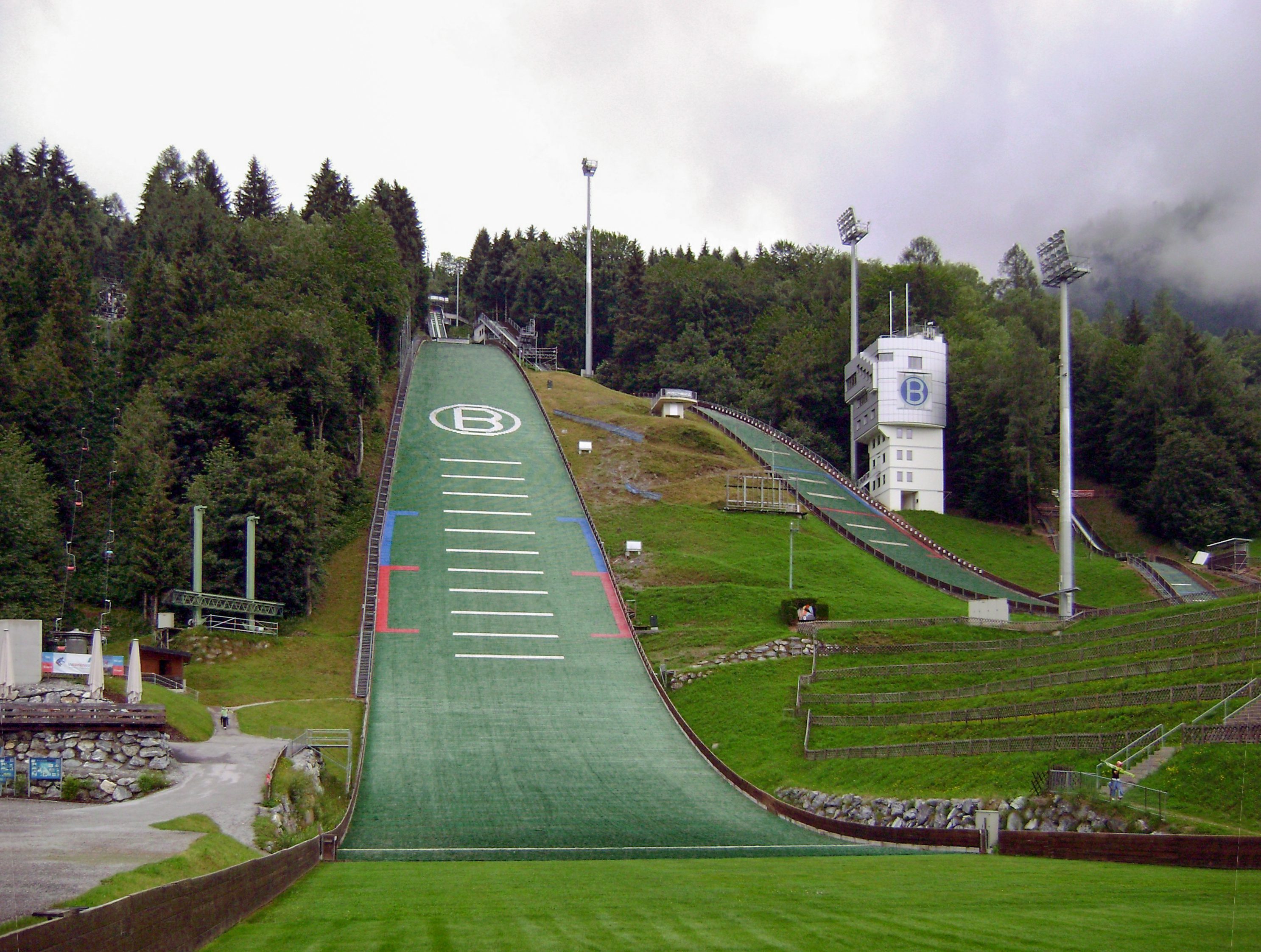
Skocznia w Bischofshofen, której od 1964 roku Przybyła był rekordzistą

Przybyłę w rankingu konkursu sklasyfikowano na 41. pozycji, a w całym Turnieju na miejscu 7., z notą 828,2 pkt. Sędziowie w tamtym cyklu nisko oceniali skoki Przybyły. Przy lądowaniu jego telemark był bardzo głęboki, często kolanem dotykał narty. Jego szeroko prowadzone narty falowały w powietrzu, przez co noty były niskie.
Przed igrzyskami olimpijskimi ostatnią eliminacją dla grupy skoczków prowadzonych przez trenera Kozdrunia był Memoriał Czecha i Marusarzówny na Wielkiej Krokwi. Przybyła po 100 m skoku był w nim drugi. Zwyciężył też w mistrzostwach Polski.
Na igrzyskach w Innsbrucku Polskę reprezentowało sześciu skoczków. Na średniej skoczni w Seefeld in Tirol Przybyła złamał podczas treningu nartę. Jego kolega z kadry – Stefan Przybyła – przysłał mu z Polski swoje Poppy. Olimpijczykowi dostarczono je dzień przed pierwszym konkursem. Po swoim pierwszym skoku, na 78 m, długo prowadził. W kolejnych seriach lądował na 74 m i 73 m i zajął 18. pozycję. Na dużej skoczni po pierwszej serii, w której osiągnął 92 m, był czwarty. W drugiej był szósty, po lądowaniu na 87,5 m. W ostatnim skoku, przy silnie wiejącym fenie skoczył 74,5 m i rywalizację zakończył na 9. miejscu.
Miesiąc po olimpiadzie był czwarty na Holmenkollen w Oslo. W tamtym sezonie został uznany przez specjalistów FIS (na podstawie dziewięciu najważniejszych zawodów sezonu) czwartym skoczkiem świata. Wygrał jeszcze kolejną rywalizację o mistrzostwo kraju.

### 1964/1965
TCS Przybyła zaczął od 11. miejsca w Oberstdorfie. W Innsbrucku był 3., za Norwegami Torgeirem Brandtzægiem i Bjørnem Wirkolą. W klasyfikacji końcowej był 5.
W połowie lutego odbyły się w Zakopanem otwarte mistrzostwa Polski. W konkursie skoków triumfował Przybyła (miał najdłuższy skok dnia – 99,5 m) przed Piotrem Walą i Ryszardem Witkem. Zwyciężył też w międzynarodowych zawodach w skokach o Puchar Beskidów, zarówno w Wiśle, jak i w Szczyrku. Był najlepszy w skokach w Memoriale Bronisława Czecha i Heleny Marusarzówny w Zakopanem. Pierwszy konkurs wygrał Przybyła, drugi Witke (Przybyła był w nim 4.). Wystartował jeszcze w zimowej Spartakiadzie Armii Zaprzyjaźnionych w Kawgołowie, na której był piąty. W mistrzostwach kraju na skoczni dużej wywalczył srebrny medal.

### 1965/1966
Turniej Czterech Skoczni ukończył na 34. miejscu, z 711,2 zdobytymi punktami. W Oberstdorfie był 34., w Ga-Pa 36., w Innsbrucku 46., a w Bischofshofen 32.
Startował w międzynarodowym otwartym konkursie o Wielką Nagrodę Tatr i zwyciężył (z najdłuższym skokiem na 103 m), przed Czechosłowakiem Doubkiem i Piotrem Walą. W Pucharze Beskidów triumfował Koba Cakadze z ZSRR. Przybyła wygrał za to konkurs na skoczni w Wiśle-Malince. W silnie obsadzonym Pucharze Przyjaźni w Oberhofie zajął 8. miejsce. W Brotterode i w Schmiedefeldzie Przybyła skakał słabiej i w klasyfikacji łącznej Pucharu był na 20. pozycji. Na Wielkiej Krokwi w mistrzostwach Polski wygrał konkurs, wyrównując skokiem na 103 m rekord Recknagla z FIS 1962. Potem wywalczył kolejny złoty medal MP.
Potem pojechał na Mistrzostwa Świata 1966 do Oslo. Na normalnej skoczni po pierwszej serii, po skoku na 78 m, był drugi. W ostatniej serii wylądował na 71,5 m i w klasyfikacji spadł na 13. pozycję.

Wydawało mi się, że medal mam w kieszeni, bo po pierwszej serii byłem ex aequo na drugim miejscu. Chciałem bardzo wygrać te zawody. A wystarczyło tylko jeszcze raz normalnie, dobrze skoczyć. Trener i działacze mobilizowali mnie do długiego skoku. Chciałem wygrać, może za bardzo... i nie wygrałem. W próg, w drugim skoku, trafiłem świetnie, wyleciałem wysoko, potem zamiast to wytrzymać, „dołożyłem” biodrami i narty mi uciekły, musiałem się ratować przed upadkiem i skoczyłem tylko 71,5 m.

Rywalizacja na dużej skoczni toczona była we mgle. Przybyła lądował na 76,5 m i 73 m i uplasował się na 30. lokacie.
Po MŚ startował w zakopiańskim Memoriale i wygrał konkurs na Wielkiej Krokwi ze skokiem na 98,5 m, przed Austriakiem Golserem i Reinholdem Bachlerem, a w drugim konkursie był trzeci. Na zamykających sezon zawodach w Moirana w Norwegii zajął trzecie miejsce, a w Helsinkach był drugi, za mistrzem świata Wirkolą.

### 1966/1967
W TCS zdobył 811,9 pkt. i uplasował się na 9. miejscu. Zajął 6. pozycję w Oberstdorfie, 22. w Ga-Pa, 15. w Innsbrucku i 12. w Bischofshofen.
W Pucharze Przyjaźni w Wiśle był 6. Polska zajęła drużynowo 4. miejsce. W MP zdobył złoty medal na Średniej i brązowy na Wielkiej Krokwi. W marcowym memoriale, w pierwszym konkursie Przybyła był 3. (skoki na 104 m i 98 m), a w drugim – drugi. W Raufoss w Norwegii zajął 7. pozycję. W III Mistrzostwach Armii Zaprzyjaźnionych był 3. w Oberhofie, a reprezentacja Polski wygrała klasyfikację zespołową.

### 1967/1968
W konkursie w Ga-Pa, rozgrywanym w ramach Turnieju Czterech Skoczni zajął 18. pozycję (w Oberstdorfie 55.). W Innsbrucku był 33., a w Bischofshofen ponownie 18. W całym Turnieju zajął 23. pozycję.
Drugim startem olimpijskim Przybyły był występ we francuskim Grenoble na olimpiadzie w roku 1968. Wypadł tam najlepiej z polskich zawodników, mimo wcześniejszej kontuzji nogi. Jak sam później przyznał, we Francji był bez formy. Przed konkursem na normalnej skoczni do południa tory na rozbiegu były oblodzone. Polscy zawodnicy nasmarowali narty, aby dobrze jeździły w tych warunkach. W międzyczasie organizatorzy wyrównali tory i posypali próg solą. Austriacy i Czechosłowacy przystosowali do nich swoje skokówki, przez co w zawodach skakali najdalej. Na obiekcie K-70 Przybyła był 27. Osiągnął wówczas odległości 72,5 m i 71 m. Na skoczni dużej zajął 14. miejsce, skacząc 98 m i 90,5 m.

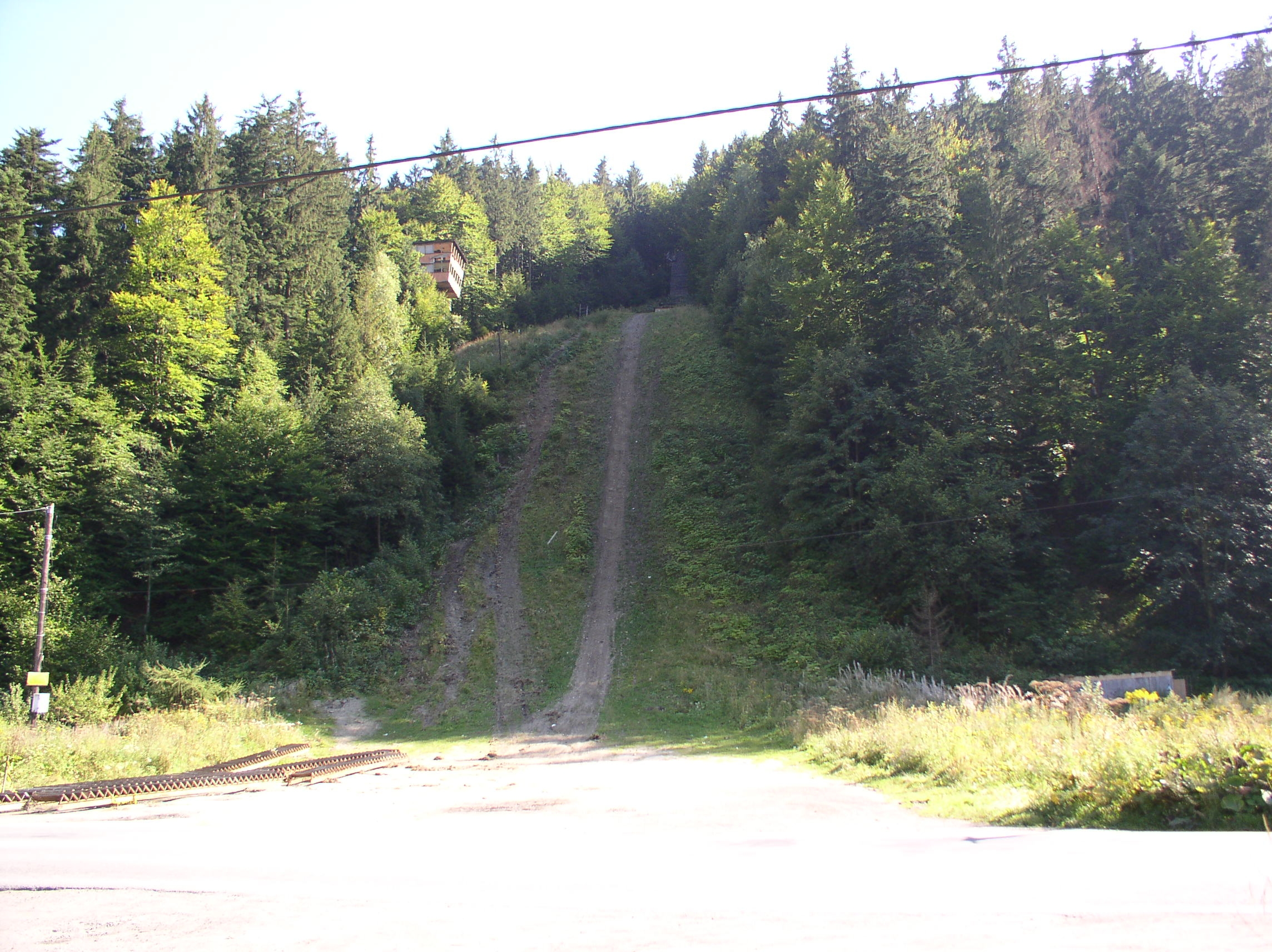
Obiekt w Wiśle-Malince, na którym Przybyła wygrywał zawody o Puchar Beskidów

Jeszcze przed igrzyskami wziął udział w Memoriale Czecha i Marusarzówny. Na Wielkiej Krokwi był drugi, po dwóch skokach na 99,5 m, przegrywając z Horstem Queckiem. W drugim konkursie Przybyła skakał najdalej, lądując na 108,5 m, bijąc rekord obiektu, od 1962 należący do Recknagla. Jeszcze w tym samym roku poprawił swój rezultat, skacząc na Krokwi 109 m. Po powrocie do kraju rozegrano w Beskidach na skoczniach w Wiśle i Szczyrku mistrzostwa Polski. Na obydwu skoczniach najlepszy był kombinator klasyczny Erwin Fiedor. Przybyła był czwarty i drugi. Wygrał także Puchar Beskidów. Na skoczni Velikanka w Planicy ustanowił rekord Polski – 143 m. O 10 m poprawił rekord Kocyana z Vikersund. Przybyła zajął 14. lokatę, po skokach na 143 m i 137 m. Łącznie w dwudniowym konkursie lotów był 18.

Przed trzecim skokiem „złapałem” potworną tremę. To było coś strasznego. Strach wtłaczał, kotłował się we mnie. Z wieżyczki startowej widziałem jedynie morze mgły, wijącej się jak gdyby nad... przepaścią. Wszystko przestało dla mnie istnieć. Jak z otchłani wyrwał mnie głos startera. Przemogłem się i pojechałem w dół. Na spotkanie z morzem mgły i... strachem. Na ledwie widniejący próg skoczni... Nie pamiętam jak skoczyłem i jak lądowałem. W piersiach zapierało. To było wspaniałe uczucie. Dla takiej chwili warto było skakać. Kiedy spojrzałem na tablicę świetlną z wynikami ujrzałem „143”. To był rekord Polski w długości skoku narciarskiego. Byłem rekordzistą, znalazłem się w gronie ludzi ptaków.

Zdobył jeszcze Puchar Przyjaźni, rozgrywany na skoczniach w Wiśle, Szczyrku i Zakopanem, na który przyjechali najlepsi skoczkowie z NRD, ZSRR, Czechosłowacji i Polski.

### 1968/1969
W tym sezonie zwyciężył w zaliczanym do Pucharu Beskidów konkursie w Szczyrku. Zajął także 1. miejsce w klasyfikacji generalnej Pucharu. W zakopiańskim Memoriale był 2. i 9. Oba konkursy wygrał Manfred Wolf z NRD. W mistrzostwach Polski, rozgrywanych w Zakopanem w dniach 13–17 lutego, zwyciężył na Średniej Krokwi. Na Wielkiej był 2., ex aequo z kombinatorem klasycznym Józefem Gąsienicą Danielem.

### 1969/1970
W Turnieju Czterech Skoczni znalazł się na 33. miejscu, z 784,4 zdobytymi punktami. W Oberstdorfie został sklasyfikowany na pozycji 34., w Garmisch-Partenkirchen na 32., w Innsbrucku na 35., a w Bischofshofen na 45.
Potem po raz drugi wystartował w mistrzostwach świata, tym razem odbywających się w Wysokich Tatrach, w Czechosłowacji. Dwukrotnie był 39., na skoczni normalnej lądował na 74 m i 73 m, a na dużej na 86 m i 90 m. W pokazowym konkursie drużynowym polska reprezentacja w składzie Tadeusz Pawlusiak, Stanisław Gąsienica-Daniel, Przybyła, Adam Krzysztofiak zajęła 5. pozycję (startowało 18 ekip).
Po mistrzostwach wystartował w zakopiańskim Memoriale i zajął 2. miejsce, za Manfredem Wolfem. Na MP w Zakopanem był 4., a w Wiśle nie wystartował.

### 1970/1971
W TCS Przybyła plasował się kolejno na 10. pozycji w Oberstdorfie, 10. w Ga-Pa, 23. w Innsbrucku i 34. w Bischofshofen. W klasyfikacji łącznej miał 826 pkt. i był 19.
W Mistrzostwach Polski 1971, przeprowadzonych w dniach 18–22 lutego, był 3. na skoczni w Malince i 12. na Skalitem.

### 1971/1972
Karierę zakończył w 1972 roku. Skakał wówczas jeszcze w mistrzostwach kraju w Zakopanem, gdzie zajął dwa razy szóste miejsce na skoczni dużej i średniej, a potem, z powodu kontuzji, nie wystartował w Memoriale Czecha i Marusarzówny, mimo iż miał być wystawiony przez trenera do tego występu. Przybyłę przewidywano do wyjazdu na igrzyska do Sapporo, lecz był po kontuzji i nie wziął udziału w eliminacjach. Na jego miejsce pojechał Wojciech Fortuna. Potem doznał ciężkiego upadku na Wielkiej Krokwi. Spadł z progu na głowę i uderzył ją nartą, co spowodowało wstrząs mózgu. Dodatkowo, odkleiła mu się siatkówka w prawym oku. Przeszedł pięć operacji, w wyniku których oko uratowano, ale nic na nie nie widział. Przeszedł wówczas na rentę. Nie mógł wrócić do zawodu szlifierza kryształów, zdobył więc uprawnienia instruktora i trenera sportowego.

### Po zakończeniu kariery
Przybyła przez pewien czas był asystentem trenera kadry narodowej skoczków Tadeusza Kołdra. W latach 1978–1982 pracował z kombinatorami klasycznymi. Od 1985 do 1992 szkolił młodzież w szkółce skoczków LKS Szczyrk. Klub nie miał pieniędzy i Przybyła z niego odszedł. Został Mistrzem Sportu, odznaczony został Srebrnym i Złotym Krzyżem Zasługi. Jest też zasłużonym działaczem LZS (trzykrotnie znalazł się na 2. miejscu w plebiscycie najlepszych sportowców Ludowych Związków Sportowych). Był sędzią okręgowym w skokach. Od 1966 mieszkał w Buczkowicach i pomagał zięciowi w prowadzeniu warsztatu stolarskiego. Zmarł 21 marca 2009 roku w Buczkowicach. Tam też został pochowany.

## Osiągnięcia

### Igrzyska olimpijskie
| 1964 Innsbruck | – | 18. miejsce (K-70), 9. miejsce (K-90)  |
| 1968 Grenoble  | – | 27. miejsce (K-70), 14. miejsce (K-90) |

#### Starty J. Przybyły naigrzyskach olimpijskich– szczegółowo
| Miejsce | Dzień       | Rok  | Miejscowość                | Skocznia                   | Punkt K | Skok 1 | Skok 2 | Skok 3 | Nota      | Strata   | Zwycięzca          |
| ------- | ----------- | ---- | -------------------------- | -------------------------- | ------- | ------ | ------ | ------ | --------- | -------- | ------------------ |
| 18.     | 31 stycznia | 1964 | Innsbruck/Seefeld in Tirol | Toni-Seelos-Olympiaschanze | K-70    | 78,0 m | 74,0 m | 73,0 m | 203,2 pkt | 26,7 pkt | Veikko Kankkonen   |
| 9.      | 9 lutego    | 1964 | Innsbruck                  | Bergisel                   | K-90    | 92,0 m | 87,5 m | 74,5 m | 211,3 pkt | 19,4 pkt | Toralf Engan       |
| 27.     | 11 lutego   | 1968 | Grenoble/Autrans           | Le Claret                  | K-70    | 72,5 m | 71,0 m | –      | 193,7 pkt | 22,8 pkt | Jiří Raška         |
| 14.     | 18 lutego   | 1968 | Grenoble/Saint-Nizier      | Dauphine                   | K-90    | 98,0 m | 90,5 m | –      | 199,2 pkt | 32,1 pkt | Władimir Biełousow |

### Mistrzostwa świata
| 1966 Oslo          | – | 13. miejsce (K-70), 30. miejsce (K-90) |
| 1970 Wysokie Tatry | – | 39. miejsce (K-70), 39. miejsce (K-90) |

#### Starty J. Przybyły na mistrzostwach świata – szczegółowo
| Miejsce | Dzień     | Rok  | Miejscowość   | Skocznia         | Punkt K | Skok 1 | Skok 2 | Nota      | Strata   | Zwycięzca      |
| ------- | --------- | ---- | ------------- | ---------------- | ------- | ------ | ------ | --------- | -------- | -------------- |
| 13.     | 19 lutego | 1966 | Oslo          | Midtstubakken    | K-70    | 78,0 m | 71,5 m | 207,8 pkt | 26,8 pkt | Bjørn Wirkola  |
| 30.     | 27 lutego | 1966 | Oslo          | Holmenkollbakken | K-90    | 76,5 m | 73,0 m | 169,9 pkt | 45,4 pkt | Bjørn Wirkola  |
| 39.     | 14 lutego | 1970 | Wysokie Tatry | MS 1970 B        | K-70    | 74,0 m | 73,0 m | 204,3 pkt | 36,3 pkt | Garij Napałkow |
| 39.     | 21 lutego | 1970 | Wysokie Tatry | MS 1970 A        | K-90    | 86,0 m | 90,0 m | 177,7 pkt | 48,3 pkt | Garij Napałkow |

### Turniej Czterech Skoczni
| 12. Turniej Czterech Skoczni |                        |           |               |       |
| Oberstdorf                   | Garmisch-Partenkirchen | Innsbruck | Bischofshofen | klas. |
| 6                            | 3                      | 3         | 41            | 7     |
| 13. Turniej Czterech Skoczni |                        |           |               |       |
| Oberstdorf                   | Garmisch-Partenkirchen | Innsbruck | Bischofshofen | klas. |
| 11                           | 15                     | 3         | 22            | 5     |
| 14. Turniej Czterech Skoczni |                        |           |               |       |
| Oberstdorf                   | Garmisch-Partenkirchen | Innsbruck | Bischofshofen | klas. |
| 34                           | 36                     | 46        | 32            | 34    |
| 15. Turniej Czterech Skoczni |                        |           |               |       |
| Oberstdorf                   | Garmisch-Partenkirchen | Innsbruck | Bischofshofen | klas. |
| 6                            | 22                     | 15        | 12            | 9     |
| 16. Turniej Czterech Skoczni |                        |           |               |       |
| Oberstdorf                   | Garmisch-Partenkirchen | Innsbruck | Bischofshofen | klas. |
| 55                           | 18                     | 33        | 18            | 23    |
| 18. Turniej Czterech Skoczni |                        |           |               |       |
| Oberstdorf                   | Garmisch-Partenkirchen | Innsbruck | Bischofshofen | klas. |
| 34                           | 32                     | 35        | 45            | 33    |
| 19. Turniej Czterech Skoczni |                        |           |               |       |
| Oberstdorf                   | Garmisch-Partenkirchen | Innsbruck | Bischofshofen | klas. |
| 10                           | 30                     | 23        | 34            | 19    |

### Sukcesy krajowe
- 6-krotny mistrz Polski w skokach[53]:
  - na skoczni 70 m (1964, 1966, 1967, 1969)
  - na skoczni 90 m (1964, 1966)
- 3-krotny wicemistrz Polski w skokach[3]:
  - na skoczni 70 m (1968)
  - na skoczni 90 m (1965, 1969)
- 2-krotny brązowy medalista mistrzostw Polski w skokach[3]:
  - na skoczni 90 m (1967, 1971)

### Inne
- Memoriał Bronisława Czecha i Heleny Marusarzówny – 1. miejsce (1965, 1966, 1968)
- Memoriał Bronisława Czecha i Heleny Marusarzówny – 2. miejsce (1963, 1964, 1970)
- Otwarte Mistrzostwa Polski – 1. miejsce (1965)
- Puchar Beskidów – 1. miejsce (1965, 1968, 1969)
- Puchar Przyjaźni – 1. miejsce (1968)
- Puchar Przyjaźni – 20. miejsce (1966)
- Zimowa Spartakiada Armii Zaprzyjaźnionych – 1. miejsce (1967, drużynowo)
- Zimowa Spartakiada Armii Zaprzyjaźnionych – 3. miejsce (1967)
- Zimowa Spartakiada Armii Zaprzyjaźnionych – 5. miejsce (1965)
- Konkurs na skoczni Holmenkollen – 4. miejsce (1964)
- Konkurs w Moirana – 3. miejsce (1966)
- Konkurs w Helsinkach – 2. miejsce (1966)
- Konkurs w Rauross – 7. miejsce (1967)
- Konkurs o Wielką Nagrodę Tatr – 1. miejsce (1965)